# Ocupação estadunidense da República Dominicana (1916–1924)

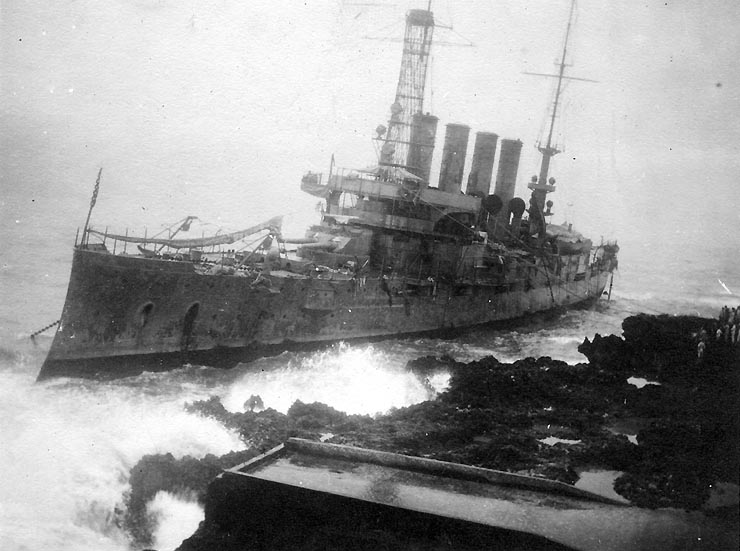
O USS Tennessee (ACR-10) destruído em Santo Domingo, República Dominicana

Os Estados Unidos ocuparam a República Dominicana de 1916 a 1924; foi uma das muitas intervenções na América Latina empreendidas pelas forças militares estadunidenses.

## Antecedentes
A situação econômica da República Dominicana no início do século XX era desastrosa, tanto que em janeiro de 1905, seguindo a Doutrina Monroe, os Estados Unidos assumiram o controle dos serviços aduaneiros do país. Em 1906, o presidente Carlos Morales renunciou, e nos anos seguintes a República Dominicana assistiu a uma série de revoltas e golpes de Estado que levaram o país à beira da guerra civil. Em 1914, o Presidente dos Estados Unidos, Woodrow Wilson, deu um ultimato para as facções em guerra, declarando que caso não chegassem a um acordo seriam os próprios estadunidenses a impor um novo governo. Em seguida, conseguiram chegar a um consenso para a realização de novas eleições em outubro, da qual saiu vitorioso Juan Isidro Jimenes Pereyra.
Pereya propôs a nomeação de figuras dos Estados Unidos para os cargos de diretor de obras públicas e conselheiro financeiro do país, e a criação de uma nova força militar sob os comandos de autoridades norte-americanas. O Congresso dominicano rejeitou a proposta de Pereya, e abriu um processo de impeachment contra ele. Em abril de 1916, Desiderio Arias, Secretário de Guerra da República Dominicana, tomou o poder em um golpe de Estado, forçando a renúncia de Pereya e dando aos Estados Unidos um pretexto para ocupar o país. Em 13 de maio, o contra-almirante William B. Caperton obrigou Arias a deixar Santo Domingo, ameaçando a cidade com bombardeio naval.

## Ocupação
Três dias depois que Arias deixou a República Dominicana, os fuzileiros navais estadunidenses desembarcaram e assumiram o controle do país dentro de dois meses; e em novembro os Estados Unidos impuseram um governo militar sob o contra-almirante Harry Shepard Knapp. Os fuzileiros navais restauraram a ordem em quase toda a república, com exceção da região leste; o orçamento do país foi equilibrado, sua dívida foi diminuída, e o crescimento econômico retomado; projetos de infra-estrutura produziram novas estradas que ligavam todas as regiões do país pela primeira vez em sua história; uma organização militar profissional, a Policía de la Guardia Dominicana ou Guardia Nacional, substituiu as forças partidárias que tinham travado uma luta aparentemente interminável pelo poder.
A maioria dos dominicanos, no entanto, muito se ressentiam da perda de sua soberania para os estrangeiros, alguns dos quais falavam espanhol ou apresentavam grande preocupação pelo bem-estar da República Dominicana. Um movimento de guerrilha, conhecido como o gavilleros, contou com o apoio considerável da população nas províncias do leste de El Seibo e San Pedro de Macorís. Tendo conhecimento do território local, lutaram contra a ocupação dos Estados Unidos de 1917 a 1921. As forças navais estadunidenses mantiveram a ordem durante o período crônico e ameaçador de insurreição[RL30172] Em 1921, os gavilleros foram esmagados devido à força aérea superior, ataques constantes e métodos de contra-insurreição do Exército dos Estados Unidos.

## Retirada
Após a Primeira Guerra Mundial, a opinião pública nos Estados Unidos começou manifestar-se contra a ocupação. Warren G. Harding, que sucedeu Woodrow Wilson em março de 1921, fez campanha contra as ocupações do Haiti e da República Dominicana. Em Junho de 1921, os representantes estadunidenses apresentaram uma proposta de retirada, conhecida como Plano Harding, que pedia a ratificação dominicana de todos os atos do governo militar, a aprovação de um empréstimo de US$ 2,5 milhões para obras públicas e outras despesas, a aceitação de oficiais estadunidenses para a força policial - então conhecida como a Guarda Nacional (Guardia Nacional) - e a realização de eleições sob supervisão dos Estados Unidos. A reação popular ao plano foi extremamente negativa. Alguns dirigentes moderados dominicanos, no entanto, usaram o plano como base para futuras negociações que resultaram em um acordo entre o Secretário de Estado dos Estados Unidos, Charles Evans Hughes, e o embaixador dominicano nos Estados Unidos Francisco J. Peynado em 30 de junho de 1922, que permitia a escolha de um presidente provisório para governar até que as eleições pudessem ser organizadas. Sob a supervisão do Alto Comissário Sumner Welles, Juan Bautista Vicini Burgos assumiu a presidência provisória em 21 de outubro de 1922. Na eleição presidencial de 15 de março de 1924, Horacio Vásquez Lajara, um aliado estadunidense que colaborou com o governo dos Estados Unidos, derrotou facilmente Peynado. O Partido Aliança (Partido Alianza) de Vásquez também obteve uma confortável maioria nas duas câmaras do Congresso. Com a sua ascensão ao poder em 13 de julho, o controle do país voltou para as mãos dominicanas.

## Consequências
Apesar da retirada, ainda havia preocupações em relação à recolha e aplicação das receitas aduaneiras do país. Para resolver este problema, os representantes dos Estados Unidos e o governo da República Dominicana se reuniram em uma convenção e assinaram um tratado, em 27 de dezembro de 1924, que deram aos Estados Unidos o controle sobre as receitas aduaneiras dominicanas. Em 1941, o tratado foi oficialmente revogado e o controle sobre receitas aduaneiras do país retornaram novamente ao governo dominicano. No entanto, este tratado criou um ressentimento duradouro dos Estados Unidos entre o povo da República Dominicana.
Uma das principais consequências da ocupação foi a ascensão de Rafael Trujillo. Trujillo recebeu uma incumbência como segundo-tenente da Guarda Nacional - criada no início de 1919 pelos estadunidenses. Trujillo, outrora um ladrão, falsificador e cafetão, recebeu altas indicações dos oficiais militares dos Estados Unidos e, finalmente, tornou-se chefe do Exército do país em 1928. Com uma eleição fraudada de 1930, Trujillo tornou-se presidente da República Dominicana. Embora o Departamento de Estado dos Estados Unidos considerou-o "uma espécie de Frankenstein, trazido à vida pelos marines dos Estados Unidos" que, provavelmente, geraria novas insurreições, o governo estadunidense apoiava suas táticas de mão de ferro, pois evitava a necessidade de uma intervenção militar. Graças ao benevolente controle aduaneiro do país pelos estadunidenses, Trujillo pode desviar fundos para o seu exército para a supressão da dissidência interna. A corrupção política, a força militar, a tortura, os assassinatos, o nepotismo, os monopólios comerciais e os ataques ao Tesouro Nacional no país permitiram a Trujillo silenciar seus oponentes e acumular uma fortuna de US$ 800 milhões.